# Holton (Wisconsin)
Holton – miasto w Stanach Zjednoczonych, w stanie Wisconsin, w hrabstwie Marathon.